# Ribon Original
Ribon Original (RIBONオリジナル?, Ribon originaru) è una rivista giapponese di manga shōjo pubblicata dalla Shūeisha dal 1981 sino al 2006. Era la rivista sorella del più famoso Ribon.
I nuovi mangaka hanno spesso visto pubblicate le loro storie brevi prima su questa rivista e poi, in caso di successo, sul Ribon.
Inizialmente, dal 1981 al 1992, il Ribon Original usciva 3 volte all'anno; dal 1993 iniziò a uscire 6 volte all'anno e continuò con questa cadenza fino a giugno 2006, quando la rivista cessò le pubblicazioni a causa delle vendite troppo basse.

## Serie pubblicate
- Hoikuen e ikou di Kashinoki-chan.
- Saint dragon girl di Natsumi Matsumoto.
- Sugar pot di Yue Takasuka.
- Yuukan kurabu di Yukari Ichijou.